# Geosutur
Geosutur, Suturzone oder nur Sutur (fem., Plural Suturen; von lateinisch sutura „Naht“) ist ein Begriff aus der Geologie, der die Grenze bzw. Kontaktzone zwischen ehemals separaten Krustenblöcken (z. B. Kontinente, Inselbögen oder ozeanische Plateaus) bezeichnet, die durch plattentektonische Prozesse miteinander kollidiert sind. Zu solchen Zusammenstößen und damit zur Bildung von Suturen kommt es an konvergierenden Plattengrenzen, nachdem die vorher zwischen den Krustenblöcken befindliche ozeanische Erdkruste subduziert wurde. 
Eine Sutur ist strukturgeologisch nichts anderes als eine ausgedehnte Störungszone. Untersuchungen mit Hilfe geophysikalischer Methoden zeigten, dass diese Störungszonen sich vertikal bis in den oberen Erdmantel und lateral über viele hundert Kilometer erstrecken können. Geosuturen sind durch intensiv deformierte und metamorph überprägte Gesteine gekennzeichnet. Im Idealfall treten in der Suturzone Ophiolithkomplexe oder ophiolitische Gesteinssuiten im weiteren Sinne (wie z. B. die als Meta-Turbidite interpretierten Gesteine der ZEV) auf, die das Ergebnis einer teilweisen Abscherung der ehemals zwischen den kollidierten Krustenblöcken vorhandenen ozeanischen Kruste sind. Vor allem bei älteren Suturen ist dies aber selten der Fall, da dort die Ophiolithe seit Formierung der Sutur entweder durch jüngere Tektonik oder durch Erosion zerstört wurden.
Paradebeispiele für Suturen finden sich heute innerhalb der geologisch jungen alpidischen Faltengebirge, u. a. der Alpen und des Himalaya. Wo seit ca. 50 Mio. Jahren die kontinentalen Krustenanteile der Afrikanischen Platte bzw. der Indischen Platte mit denen der Eurasischen Platte kollidieren, ist die einst dazwischen befindliche ozeanische Kruste des Neotethys-Beckens mittlerweile fast vollständig subduziert worden. Dabei wurden einige Schnipsel ozeanischer Kruste auf die Eurasische Platte obduziert und sind dort heute in Form der für Geosuturen typischen Ophiolithe anzutreffen. Aufgrund seines relativ hohen Alters, wodurch heute teilweise die kennzeichnenden Ophiolithe fehlen, ist die Suche nach Suturen im Varistikum wesentlich schwieriger, dadurch sind derartige Interpretationen (ob eine Struktur eine Sutur darstellt oder nicht) oftmals sehr umstritten.